# Robert V. Whitman
Robert Van Duyne Whitman (* 2. Februar 1928 in Pittsburgh; † 25. Februar 2012 in Lexington, Massachusetts) war ein US-amerikanischer Bauingenieur (Geotechnik).
Whitman studierte am Swarthmore College (Bachelor 1948) und am Massachusetts Institute of Technology (MIT), wo er 1949 seinen Master-Abschluss machte und 1951 bei Donald Wood Taylor promoviert wurde. Er forschte danach am MIT, wurde 1953 Assistant Professor und danach Professor am MIT. Seit 1997 ist er als Professor emeritiert.
Whitman befasste sich insbesondere mit Bodendynamik und Erdbeben. Er war schon in den 1960er Jahren in verschiedenen Komitees zum Erdbeben-Ingenieurwesen (zum Beispiel der National Academy of Engineering) und war Vorsitzender eines Komitees des National Research Council, das 1985 einen Report über Liquefaktion bei Erdbeben veröffentlichte. Er war auch wesentlich an nationalen Komitees in den USA zur Einschätzung von Erdbebenrisiken und an der Entwicklung von Norman für erdbebensicheres Bauen in den USA beteiligt. 1993 bis 2000 leitete er das HAZUS-Projekt des National Institute of Building Science, die Software für US-Kommunen entwickelte, um die Erdbebengefährdung einzuschätzen (National Earthquake Loss Estimation Methodology).
Er veröffentlichte mit T. William Lambe ein in den USA bekanntes Lehrbuch der Bodenmechanik.
1981 war er Terzaghi Lecturer und erhielt 1987 den Terzaghi Award. 1994 wurde ihm die Croes Medal, 1964 der Huber Research Prize der ASCE (American Society of Civil Engineers) verliehen und 2000 war er Carillo Lecturer der mexikanischen Gesellschaft für Bodenmechanik (Fifty years of soil dynamics). 2010 erhielt er die George W. Housner Medal des Earthquake Engineering Research Institute (EERI). 1979 bis 1981 war er Vizepräsident und 1985/86 Präsident des EERI. Seit 1997 war er deren Ehrenmitglied. Darüber hinaus war er Mitglied der National Academy of Engineering.
Whitman war seit 1954 verheiratet und hatte zwei Kinder.

## Schriften
- mit Lambe: Soil Mechanics, MIT Press 1969, Neuauflage mit Harry Poulos, Wiley 1979
- Herausgeber und Mitautor: Liquefaction of soil during earthquakes, National Research Council, 1985
- Organizing and Evaluating Uncertainty in Geotechnical Engineering, J. Geotechnical and Geoenvironmental Engineering, Band 126, 2000, S. 583–593
- mit T. Anagnos, C.A. Kircher, H.J. Lagorio, R.S. Lawson, P. Schneider: Development of a National Earthquake Loss Estimation Methodology, Earthquake Spectra, Band 13, 1997, Earthquake Engineering Research Institute, Oakland, Kalifornien.